# サミ・ポップ
サミ・ポップ（SAMY POP、1969年8月21日 - ）は、ガーナ共和国出身の男性俳優及び実業家。身長192cm。体重98kg。稲川素子事務所を経て、BAY SIDEの社長として所属。
旧芸名はサムエル・ポップ・エニング、サムエル・ポップ、エニング・サムエル、ポップ・サムエル、サミュエル・ポップ・エニング、サミュエル・ポップ、サミー・ポップ、Samuel Pop。
1990年、「外国人歌謡大賞グランプリ」受賞。

## 出演

### 映画
- 天国の大罪（1992年、東映） - ジョー 役
- 凶銃ルガーP08（1994年、ヒーロー）
- ヒーローインタビュー（1994年、東宝） - ネロ 役
- 傷だらけの天使（1997年、松竹/松竹富士）
- 日本黒社会 LEY LINES（1999年、大映） - バービー 役
- ケイゾク/映画 Beautiful Dreamer（2000年、東宝） - 運転士 役
- 千里眼（2000年、東映） - オペレーター 役
- Jam Films 「コールドスリープ」（2002年、アミューズピクチャーズ） - アリ 役
- ROCKERS（2003年、ギャガ） - SP 役
- 集団殺人クラブ GROWING（2004年、ケイエスエス）
- ゴジラ FINAL WARS（2004年、東宝）
- EGG（2005年、スローラーナー） - シゲ 役
- 初恋（2006年、ギャガ） - スポーツマン 役
- キャッチボール×3（2010年、MIRAI） - コフィ・ボンバ 役
- モロッコ - ジョニー 役

### テレビドラマ
- 進め!地球防衛少女隊（1992年、関西テレビ） - グレート・デンプシー 役
- カミング・ホーム（1994年、TBS） - ウモニ・ンタニ 役
- とっても母娘（1995年、TBS） - ポップ 役
- NHK大河ドラマ「秀吉」（1996年、NHK総合） - 弥助 役
- 小京都ミステリー21「周防岩国殺人事件」（1997年、日本テレビ） - ジョー・モズリー 役
- 天国に一番近い男（1999年、TBS） - アメリカ兵デビット 役
- ケイゾク（1999年、TBS）
- 虹色定期便 静岡県沼津市編（1999年、NHK教育） - ナナヤウ 役
- 困ったひとたち 〜隠し金6億円争奪!?ダメ社員VS悪役員〜（2000年、フジテレビ）
- 池袋ウエストゲートパーク（2000年、TBS） - 露店の男 役
- 少年H 青春篇（2001年、フジテレビ） - 軍人 役
- ズッコケ三人組3（2001年、NHK教育）
- チェリー（2001年、日本テレビ）
- ルージュ（2001年、NHK総合）
- ハート Heart / Hurt（2001年、NHK総合） - ジョージ 役
- レッツ・ゴー!永田町（2001年、日本テレビ） - ウドビ大使 役
- 眠れぬ夜を抱いて（2002年、テレビ朝日）
- 狂った果実2002（2002年、TBS）
- はみだし刑事情熱系 PART7（2003年、テレビ朝日） - 情報屋 役
- パパ トールド★ミー 大切な君へ（2003年、NHK教育） - デイビッド 役
- ぼくの魔法使い（2003年、日本テレビ）
- 中学生日記「サヨナラ、先生。」（2003年、NHK総合）
- ドールハウス（2004年、TBS）
- さそり（2004年、BS-i） - サム 役
- 救命病棟24時スペシャル（2005年、フジテレビ）
- 帰ってきた時効警察（2007年、テレビ朝日） - 真加出のカレシ・ニック 役
- ケータイ刑事 銭形海 1stシリーズ（2007年、BS-i）
- ファイブ（2008年、NHK総合） - ジョー・ベントン 役
- ラブシャッフル（2009年、TBS）
- メイド刑事（2009年、テレビ朝日） - ボブ 役
- デカワンコ（2011年、日本テレビ）
- ショートピース「師匠と弟子」（2011年、フジテレビ）
- リアル脱出ゲームTV（2014年、TBS） - ドギー・マクレガー 役
- ウロボロス〜この愛こそ、正義。（2015年、TBS） - 佐藤ダグラス健太郎 役
- 民王（2015年、テレビ朝日） - アメリカ大統領ベンジャミン・オハラ 役

### バラエティ
- 明石家多国籍軍（TBS）
- 英語上達テレビジョン Oki Doki（パーフェクTV!）
- 香取慎吾の特上!天声慎吾（日本テレビ）
- 1998 FIFAワールドカップ - レポーター
- F.S.F.
- 倶楽部☆T（日本テレビ）
- オンタマ（テレビ朝日） - ダンサー
- ありがとッ!（首都圏トライアングル） - 金曜レギュラー、ポップ先生
- くりぃむナントカ「長渕ファン王決定戦」（テレビ朝日） - ガナ渕
- ここがヘンだよ日本人（TBS）
- ズームイン!!SUPER（日本テレビ）
- 戦国鍋TV 〜なんとなく歴史が学べる映像〜 うつけバーNOBU（テレビ神奈川ほか） - 弥助
- そこ知り2000!（静岡放送）
- たかじん・ナオコのシャベタリーノ!（TBS）
- テレビでありがとう
- どんまい!! VARIETYSHOW&SPORTS どんまい!!スポーツ&ワイド（日本テレビ）
- ふるさと人物伝
- プレミアリーグ - レポーター
- MUSiCYell ジャポ音
- みんなでニホンGO!（NHK総合）
- やじきた好奇心 - レポーター
- よい国（フジテレビ/東海テレビ） - 秘書〈ロイクー・ポップ・ジンガイ〉
- うたっておどろんぱ（NHK教育）
- ジョブチューン「★平成のテレビ史★ドラマ&バラエティ貴重映像大放出!」（2019年4月20日放送分[注釈 1]、TBS）

### 特撮
- スーパー戦隊シリーズ
  - 電磁戦隊メガレンジャー（1997年 - 1998年） - ポップ、オープニングのタイトルコール、メガレンジャーの変身コードナンバーの声（初期のみ） 役
  - 爆竜戦隊アバレンジャー（2003年 - 2004年） - バッキー・バンズ 役
    - 第10話「アバレリーガー金（かね）縛り」（2003年）
    - 第50話（最終回）「アバレた数だけ」（2004年）
- ウルトラシリーズ
  - ウルトラマンティガ 第34話「南の涯てまで」・第35話「眠りの乙女」（1997年） - TPCアメリカ幹部 役
  - ウルトラマンダイナ 第30話「侵略の脚本（シナリオ）」（1998年） - アパートの住人 役 ※ポップ名義
  - ウルトラマンガイア（1998年 - 1999年） - マイクル・シモンズ隊員（チームシーガル） 役

### アニメ
- 信長協奏曲（2014年） - 弥助 役（モーションアクター）

### Vシネマ
- ごろつき2（1993年） - レイモンド・ライス 役
- 喧嘩の花道4・5（1998年） - スティーブ 役
- 実録・北海道やくざ戦争 逆縁（2001年）

### CM
- ダイハツ工業
- テレビ神奈川
- ピザーラ（ナレーション）

### ゲーム
- 真・爆走デコトラ伝説〜天下統一頂上決戦〜（2005年） - DJ 役

### ラジオ
- 海のなかの砂漠
- サバイバル - ウィリアム役

### PV
- アルファ
- 上木彩矢
- 鈴木亜美
- HEADS
- MISIA
- 山本麻里安

### VP
- キヤノン
- 富士市
- HONDA
- リコー

### 広告
- ガリバーインターナショナル
- セブン銀行
- ファイザー